# The Scorpion and the Toad
The Scorpion and the Toad är det andra avsnittet av andra säsongen av TV-serien How I Met Your Mother. Det hade premiär på CBS den 25 september 2006.

## Sammandrag
Lily är tillbaka från San Francisco. Hon berättar att det varit underbart, men det visar sig vara annorlunda. 

## Handling
Marshall verkar ha kommit över Lily, och det gör Ted och Barney glada. Barney får med sig Marshall ut för att träffa kvinnor. Till en början går det inte bra för Marshall - han pratar med en tjej om svett. Barney går hem med henne i stället. 
Barney övertygar Marshall om ett nytt försök. När han försöker ragga på en tjej enligt Barneys principer ger han dock snabbt upp och berättar för henne att han just har avslutat ett långt förhållande. Hon tycker att han är charmig och de pratar en stund, tills Barney dyker upp vill säga. Han går hem med henne också.
Nästa gång får Barney med Marshall till en studentbar. Marshall får en tjejs telefonnummer, men Barney stjäl det. Tjejen visar sig dock ha en tvillingsyster, så Barney föreslår att de går på en dubbeldejt dagen därpå. På dejten säger Barney till Marshall att båda tjejerna vill ha honom, så Marshall lämnar frustrerad baren.
Under tiden har Lily kommit tillbaka från San Francisco. Hon tar kontakt med Robin, som hjälper henne att hitta en lägenhet. Lily verkar ha haft en lycklig tid som konststipendiat. När Ted får höra det blir han arg, eftersom han tycker att hon borde känna sig eländig efter att ha gjort slut med Marshall. Han tror dock att hon inte är lycklig egentligen, så Ted och Robin slår vad om hur Lily känner.
Efter att de båda har umgåtts mer med Lily (och några shots Tequila) kommer det fram att hon bara har låtsats vara lycklig. Hon har haft det eländigt, ångrar sig och vill bli tillsammans med Marshall igen. Ted säger till henne att han tror att Marshall kommer att ta tillbaka henne, men att hon bara borde prata med honom om det om hon är säker på sin sak.  
Lily möter Marshall när han kommer gående från dubbeldejten med Barney. Hon ber honom om förlåtelse och säger att resan till San Francisco var hennes livs största misstag. Marshall påpekar att hon krossade hans hjärta och att de inte borde bli tillsammans. Åtminstone inte för tillfället. De pratar om hur deras sommar har varit och Marshall ber Lily om en tjänst. Hon rusar in på baren där Barney sitter med tvillingarna och anklagar honom för att ha gett henne klamydia. Sedan rusar hon in en gång till, utklädd till sin egen tvillingsyster, och anklagar honom en gång till, så att tvillingarna i baren avbryter dejten.

## Kulturella referenser
- Barney jämför dejtande i New York med att gå in i en godisaffär. Han och Ted spånar vilket godis som bäst motsvarar kvinnor i analogin och nämner bland annat Whoppers, Milk Duds och Double Bubbles.
- När Marshall och Barney slåss om lappen med telefonnumret i taxin ropar Marshall "Du vill inte se mig arg!", vilket är en referens till seriefiguren Hulken.